# برج اللقلق (رواية)
برج اللقلق هي رواية للكاتبة الفلسطينية ديما السمان، صدرت بالعربية عن مكتبة كل شيء في حيفا سنة 2016، تقع في 464 صفحة. تسلط الضوء على تاريخ القدس من الحكم العثماني حتى ما بعد حرب 1973، مركّزةً على صمود أهلها في مواجهة الاحتلال، ودور المرأة المقدسية في النضال والحفاظ على الهوية الوطنية.

## ملخص الرواية
تتناول الرواية صمود حي برج اللقلق المقدسي عبر الأجيال، من خلال قصة عائلة عبد الجبار التي تعكس العلاقة العميقة بين الإنسان والأرض. ما أنها الضوء على نضال نفيسة، المرأة المقدسية القوية، وتنتهي بتضحية نفيسة الحفيدة، مما يرمز لاستمرار الكفاح ضد الاحتلال. تجمع الرواية بين البعد التاريخي والإنساني، مؤكدةً أن القدس تبقى عصية على الغزاة. 